# 斯图加特新国立美术馆

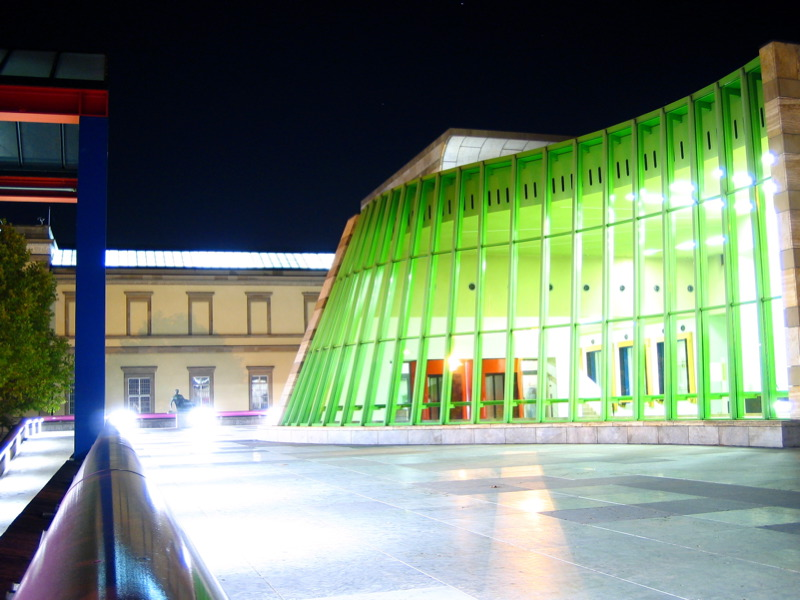
波浪状的主立面

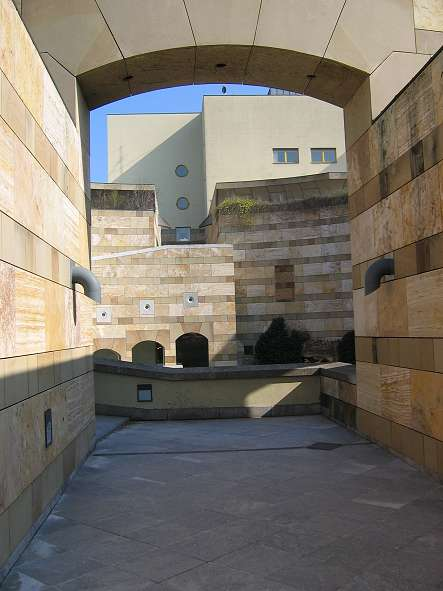
穿过圆形大厅的人行道

斯图加特新国立美术馆（Neue Staatsgalerie）由英国詹姆斯·斯特林&迈克尔·威尔福德联营公司设计，但主要设计工作由合伙人詹姆斯·斯特林完成。美术馆建于1979-1984年。该建筑被誉为后现代主义建筑的典范。

## 简介

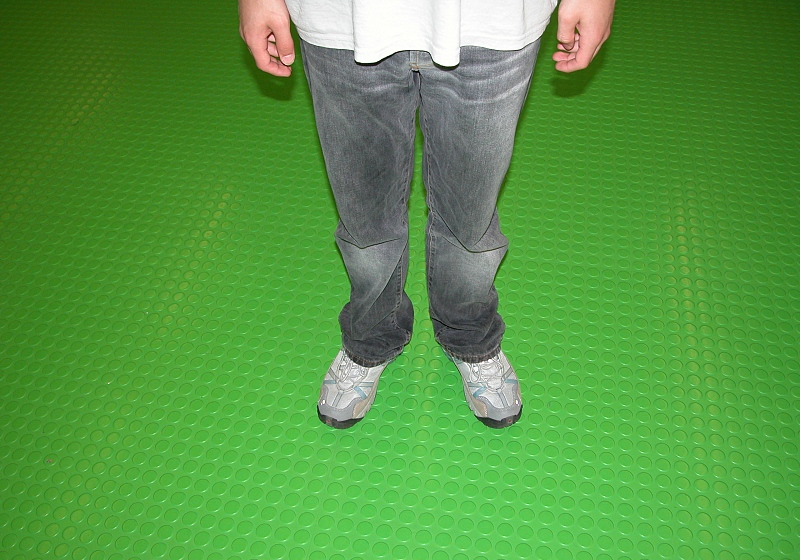
门厅内很有特色的橡胶地板

该建筑毗邻旧国家美术馆。建筑下方是停车场。美术馆采用石灰华和砂岩等天然暖色调，呈现出古典风格，与工业风格的绿色钢框架和亮粉色及蓝色的钢扶手形成鲜明对比。建筑师尝试将庄严和随意两种风格融合起来。
美术馆最特别之处是中央开顶的圆形大厅。这个半露天空间是雕塑花园的所在地。环绕圆形大厅的是一条有坡度的公共人行道，可以让行人从海拔较底的博物馆正面前往海拔较高的博物馆后面。

## 历史

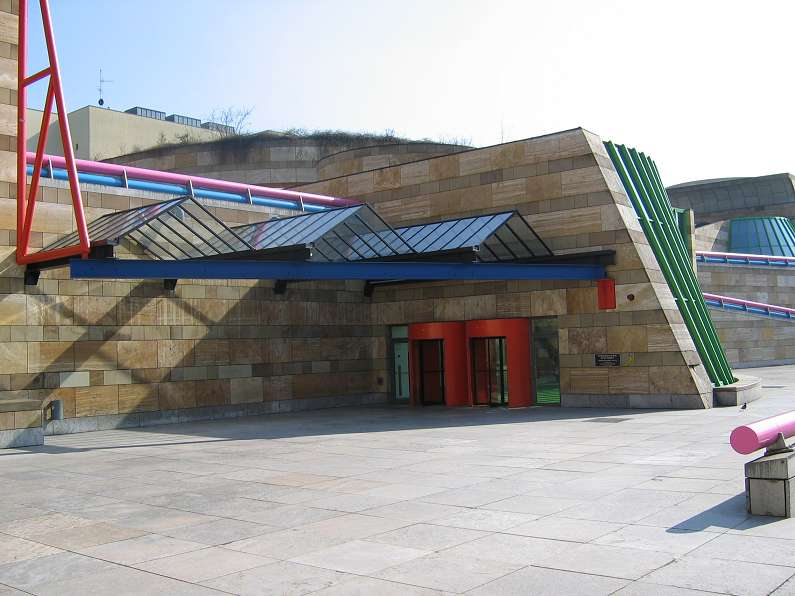
正门

1977年詹姆斯&迈克尔在竞标中赢得设计权。美术馆建于1979-1984年。新美术馆位于旧国家美术馆旁，和旧馆的新古典主义设计遥相呼应。该建筑参考了斯特林早期未完成的作品，也参考了柏林旧博物馆、纽约古根汉博物馆和罗马万神殿的设计。
建筑评论家查尔斯·詹克斯（Charles Jencks）称，该建筑将现代主义和显著的古典主义风格融合，是早期后现代主义建筑的缩影，就如同萨伏依别墅和巴塞罗那德国馆那样诠释了早期现代主义建筑。 